# Пенкёвци
Пенкёвци (болг. Пенкьовци) — село в Болгарии. Находится в Перникской области, входит в общину Трын. Население составляет 31 человек.

## Политическая ситуация
Пенкёвци подчиняется непосредственно общине и не имеет своего кмета.
Кмет (мэр) общины Трын — Станислав Антонов Николов (Граждане за европейское развитие Болгарии — ГЕРБ) по результатам выборов в правление общины.